# Timescape
Ne doit pas être confondu avec Scape, Escape ou Dreamscape.
Pour plus de détails, voir Fiche technique et Distribution.
Timescape : Le Passager du futur (Timescape lors de sa sortie au cinéma, puis Grand Tour: Disaster in Time lors de la sortie en DVD) est un film de science-fiction américain réalisé par David Twohy et sorti en 1992. C'est une adaptation de la nouvelle Saison de grand cru (Vintage Season) écrite par Henry Kuttner et Catherine Lucille Moore et parue en 1946.

## Synopsis
Ben Wilson, jeune veuf avec une fille, rénove une vieille maison à Gleenglen, dans l'Ohio, pour en faire un hôtel. D'étranges visiteurs se présentent un jour à son hôtel.
Grâce à des incohérences de visas sur leurs passeports, Ben comprend qu'il s'agit de voyageurs temporels, et que leur passe-temps consiste à venir assister en vrai à de grandes catastrophes naturelles, la prochaine devant bientôt frapper Gleenglen.

## Fiche technique
- Titre : Timescape : Le Passager du futur
- Titre original : Timescape puis Grand Tour: Disaster in Time
- Titre québécois : La Course contre le Temps
- Réalisation : David Twohy
- Scénario : David Twohy, d'après le roman de Catherine Lucille Moore et Henry Kuttner
- Musique : Gerald Gouriet
- Photographie : Harry Mathias
- Montage : Ed McNichol, Glenn Morgan
- Direction artistique : Michael Novotny
- Costumes : Ha Nguyen
- Production : John A. O'Connor, Robert E. Warner, Jill Sattinger, Paul White, Jamie Grossman, Thomas A. Irvine
- Pays de production :  États-Unis
- Langue originale : anglais
- Genre : science-fiction
- Durée : 74 minutes
- Dates de sortie :
  - France : 11 janvier 1992 (festival d'Avoriaz)
  - États-Unis : 9 mai 1992
  - Belgique : 9 juillet 1992

## Distribution
- Jeff Daniels : Ben Wilson
- Ariana Richards : Hillary Wilson
- Marilyn Lightstone : Madame Iovine
- George Murdock : Juge Caldwell
- Robert Colbert : le sous-secrétaire

## Distinctions
- Nommé au Saturn Award du meilleur film de science-fiction 1992